# Frederick Keeping
Frederick Keeping (n. 11 august 1867, Pennington⁠(d), Lymington and Pennington⁠(d), Anglia, Regatul Unit al Marii Britanii și Irlandei – d. 21 februarie 1950, Lymington, Anglia, Regatul Unit) a fost un ciclist britanic, medaliat olimpic. A participat la o ediție a Jocurilor Olimpice (1896) în care a câștigat o medalie de argint.